# Gotra ominosa
Gotra ominosa là một loài tò vò trong họ Ichneumonidae.